# Montaggio classico

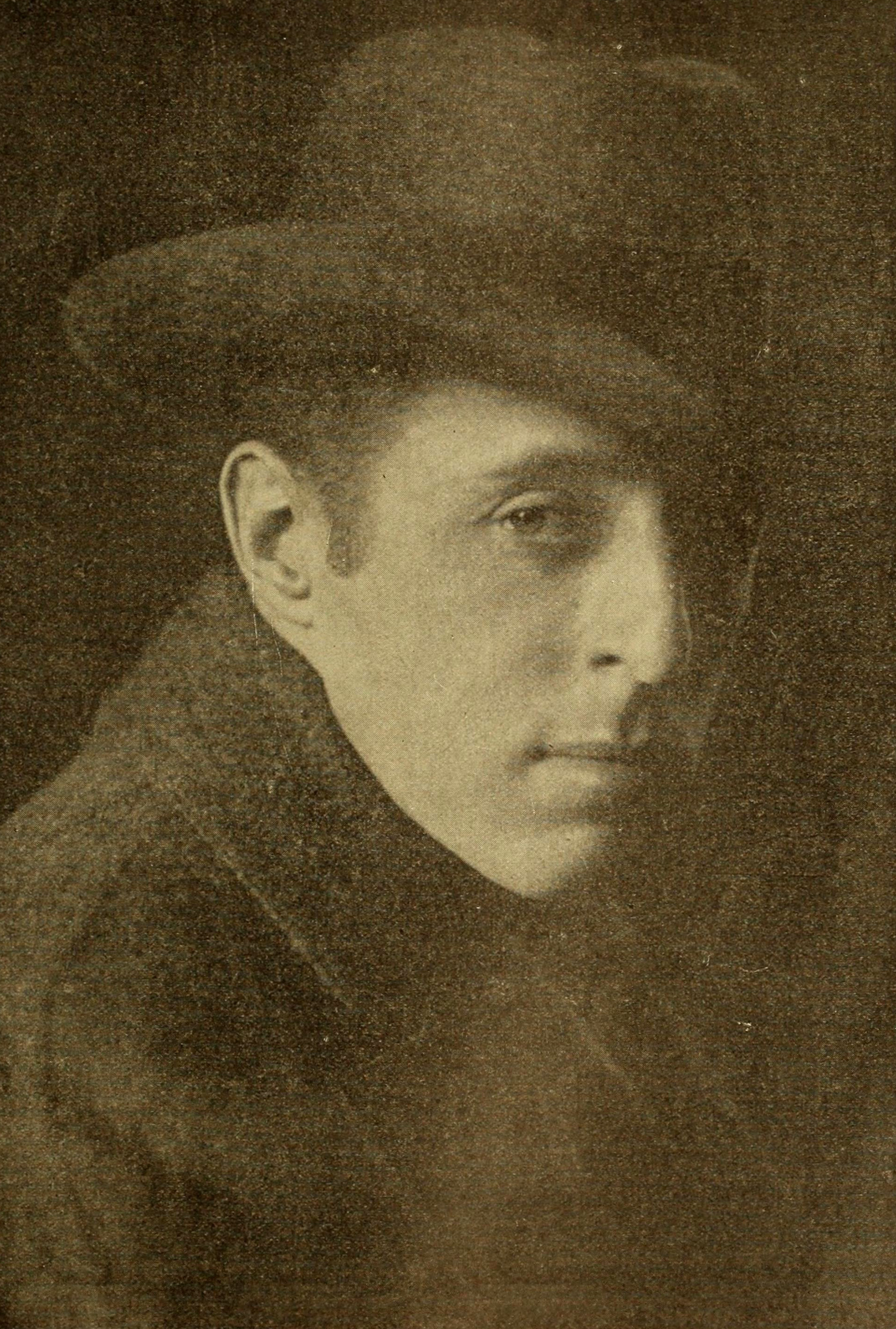
David W. Griffith nel 1916

Il montaggio classico (anche detto découpage classico, montaggio analitico, montaggio narrativo o montaggio invisibile) è un tipo di montaggio cinematografico che si è sviluppato e diffuso tra il 1917 e il 1960 circa ed è ancora oggi la forma più usata nel cinema narrativo. David Wark Griffith è considerato il primo regista ad averlo introdotto.

## Caratteristiche
Il montaggio classico consiste principalmente nel raccordare le varie inquadrature di una scena secondo criteri di logica e continuità tali per cui lo spettatore sentirà come "naturali" questi passaggi e non li percepirà nemmeno. Il risultato sarà quindi una visione più coinvolgente e intuitiva del film stesso.
Sarebbe possibile girare una scena anche con una sola macchina da presa e senza cambi di inquadratura, come del resto faceva il cinema delle origini, in questo modo però agli spettatori la visione del filmato potrebbe risultare più monotona. Inoltre, nel caso di presenza in scena di numerosi personaggi, sarebbe necessario organizzare i loro movimenti e i movimenti della macchina da presa in maniera assai complessa per poter filmare adeguatamente il tutto. Invece spezzettando la scena in varie inquadrature non solo le riprese diventano più semplici, ma la visione stessa può diventare più varia e coinvolgente. È però necessario organizzare e ordinare le inquadrature secondo precisi criteri che diano allo spettatore una sensazione di continuità e naturalezza.
Il cinema delle origini non solo non utilizzava i cambi di inquadratura, ma aveva una serie di caratteristiche che tendevano a rivelare o evidenziare la presenza della macchina da presa, per esempio lo sguardo diretto verso di essa, o il rivolgersi direttamente agli spettatori, o uscire di scena dallo stesso lato da cui veniva ripresa la scena stessa. Con lo sviluppo del découpage classico questi difetti gradualmente scomparvero e vennero sviluppate tecniche per rendere il più possibile invisibili gli stacchi di montaggio: i cosiddetti "raccordi" (o "attacchi").

## I raccordi

### Raccordo di posizione
Un personaggio che a inizio scena occupa una certa posizione nell'inquadratura deve continuare a occupare quella posizione anche nel prosieguo, a meno che non si muova.

### Raccordo di direzione
Più inquadrature seguono qualcuno o qualcosa che si muove in più spazi diversi; è il caso tipico di una passeggiata mostrata con una telecamera non in movimento attraverso singole riprese dei luoghi attraversati, montate poi in sequenza. Regola fondamentale di questo tipo di raccordo è che se il personaggio in movimento esce ad esempio da destra, nell'inquadratura successiva deve riapparire da sinistra, per evitare confusione nello spettatore che potrebbe avere l'impressione che il personaggio abbia cambiato direzione. La violazione di questa regola viene definita "scavalcamento di campo" e in genere è un grave errore di raccordo, sebbene sia di tanto in tanto usato dai registi per ottenere particolari effetti o come provocazione.

### Raccordo sull'asse
Consiste nel montare due inquadrature di cui la seconda è sulla stessa linea della prima, come se si guardasse dallo stesso punto di vista, ma più vicina oppure più lontana. L'effetto è quello di un balzo in avanti o indietro sullo stesso asse.

### Raccordo di sguardo
In un'inquadratura si mostra un personaggio che guarda qualcosa e nell'inquadratura successiva si mostra ciò che viene guardato, anche se durante le riprese essi potevano essere stati filmati non vicini e magari nemmeno nello stesso posto. Un sottoinsieme del raccordo di sguardo è il raccordo di soggettiva che presenta l'oggetto guardato con un'inquadratura appunto soggettiva, ossia secondo il punto di vista esatto del personaggio. Per esempio se un personaggio ha un oggetto in mano si vedrà la sua mano sotto, se guarda da un cannocchiale si vedrà dal foro circolare.

### Raccordo di direzione degli sguardi
Se due personaggi inquadrati singolarmente si guardano a vicenda, uno dovrà guardare verso destra e l'altro verso sinistra.

### Raccordo di movimento
Prevede che nella prima inquadratura ci sia l'inizio dell'azione, mentre nella seconda la fine. Un movimento cominciato in un'inquadratura si conclude nell'inquadratura successiva, per esempio: nella prima inquadratura un uomo sta estraendo una pistola, nella seconda vedremo la pistola in mano al protagonista. Ha l'effetto di aumentare il ritmo.

### Raccordo sonoro
Una musica o una voce a cavallo di due diverse inquadrature funge da "collante", legandole tra loro. Viceversa, un forte suono fuori campo può essere motivo per uno stacco di montaggio.